# Domenico Tempio
Domenico Tempio (Catania, 22 agosto 1750 – Catania, 4 febbraio 1821) è stato un poeta italiano, insieme a Giovanni Meli, il maggiore poeta siciliano del suo tempo.

## Biografia
Non si hanno molte notizie biografiche su Domenico Tempio, noto in siciliano come Miciu Tempiu. Figlio di un mercante di legna, Tempio fu avviato alla carriera ecclesiastica prima e alla giurisprudenza poi: fallì in entrambi i casi e decise così di dedicarsi agli studi umanistici. Studioso sia degli autori classici che dei suoi contemporanei, Tempio iniziò presto a scrivere in versi e acquistò fama di buon poeta. Fu accolto nell'Accademia dei Palladii e nel salotto letterario del mecenate Ignazio Paternò principe di Biscari e come questi fece parte della Massoneria.
Sposò Francesca Longo, che morì di parto. La figlia fu così accudita da una balia, la gnura Caterina, che diventò la sua compagna fedele e gli diede un altro figlio. Fu nominato notaio del casale di Valcorrente (nei pressi dell'odierna Belpasso), ottenne una pensione sul Monte di pietà e sulla Mensa vescovile e un sussidio dal comune di Catania fino alla sua morte.

## Poetica
È considerato il maggiore poeta riformatore siciliano, però fu conosciuto e apprezzato dai contemporanei e presto dimenticato: per tutto il XIX secolo fu censurato e bollato come poeta pornografico, prendendo spunto solo da una parte dei suoi componimenti. Dopo la seconda guerra mondiale si rivalutò la sua opera.
Tempio è ora considerato un poeta libero che usa tutti i suoi mezzi per smascherare le falsità e gli inganni della società. Le sue opere spaziano dall'esaltazione dell'operosità dell'uomo alla critica alla Chiesa, dalla contemplazione della natura alla critica dell'ignoranza. La sua stessa Sicilia è vista rivalutata da un realismo che spazza via il mito di una società pura e incontaminata. In alcune opere anticipa ampiamente il movimento verista che si sarebbe affermato solo quarant'anni dopo la sua morte.
Tuttavia ci sono ancora dei critici che negano validità artistica e sociale alla sua produzione, giudicandola carente di adeguati mezzi espressivi e frutto della sua morbosità, tesa esclusivamente a procurare un becero sollazzo all'autore stesso e ai lettori.

## Opere
Tempio scrisse soprattutto opere poetiche satiriche e licenziose, quasi tutte in siciliano.
- Operi di Duminicu Tempiu catanisi (1814-1815) è una raccolta di tutte le sue poesie, a cura di Francesco Strano. Tra queste, si ricordano: L'Odi Supra l'Ignuranza, La Maldicenza Sconfitta, Lu Veru Piaciri, La Mbrugghereidi, La Scerra di li Numi, Lu cuntrastu mauru, La paci di Marcuni, Li Pauni e li Nuzzi.
- La Caristia (1848), è la sua opera più importante, pubblicata postuma a cura di Vincenzo Percolla: si tratta di un poemetto in venti canti, formati da quartine di settenari. Il tema è la carestia e i seguenti tumulti popolari che si verificarono a Catania tra il 1797 e il 1798.
- Poesie di Domenico Tempio (1874) è una seconda edizione delle Opere con molte aggiunte.
- Le poesie erotiche furono raccolte da Raffaele Corso nel 1926 e da Vincenzo Di Maria e Santo Calì nel 1970.
- Sicilian Erotica. A Bilingual Anthology of Erotic Poems by Giovanni Meli, Domenico Tempio and Giuseppe Marco Calvino, introduzione di J. Vitiello, traduzione a cura di Onat Claypole, USA/Canada, Legas, 1997.  ISBN 1881901106
- Francesco Giordano, Domenico Tempio, cantore della Libertà, con una antologia di Poesie Siciliane, Catania edizioni Akkuaria 2011, ISBN 978-88-89418-44-4

## Spettacoli sull'opera di Domenico Tempio
Il 3 maggio 1991 il Teatro Stabile di Catania ha messo in scena Vita, miseria e dissolutezze di Micio Tempio, poeta di Filippo Arriva. Interpreti Tuccio Musumeci (Micio Tempio), Pippo Pattavina, Deborah Bernardi, Ciccino Sineri, Angelo Tosto, Cinzia Marcoccio, Fulvio D'Angelo, Raffaele Giangrande, Francesco Mirabella, Marcello Perracchio, Berta Ceglie, Turi Scalia, Marina Ninchi, Vincenzo Failla, Pasquale Platania, Francesco Di Vincenzo, Anna Malvica, Olivia Spigarelli, Carmela Buffa Calleo, Miko Magistro, Giovanni Anfuso, Pietro Montandon, Turi Bonaccorso, Sergio Seminara, Mariolina Bernardini, Daniela Carnemolla, Carmelita Chiarenza, Margherita Mignemi, Loredana Poidomani, Antonio Di Dio, Orazio Mannino, Bruno Torrisi, Dino Zullo, Luigi Fichera, Pietro Oliveri, Mario Romano. Coreografia di Guido Guidi, scene di Roberto Laganà, cfostumi di Elena Carveni, musiche di Mario Modestini, regia di Romano Bernardi. Lo spettacolo subì la censura ai minori di 14 anni. 
Tra il 1992 e il 1993 il cantautore Antonino Caponnetto, in arte Brigantony, dedicò a Tempio due album: Micio Tempio 2000 e Micio Tempio 2000 vol. 2, raccolte musicali nelle quali recitò, su una base musicale di sottofondo, sedici delle liriche più sollazzevoli e licenziose del poeta catanese. I due album ebbero un buon successo commerciale.
Il 18 ottobre 1993 il Piccolo Teatro di Catania ha messo in scena Un Tempio per Goldoni di Filippo Arriva, interpreti Tuccio Musumeci e Mario Maranzana (anche regista). 
Nel 1998 è stato pubblicato dalle Edizioni Greco un cd a cura di Filippo Arriva dal titolo Micio Tempio, con una antologia delle poesie interpretate dall'attore Tuccio Musumeci con Olivia Spigarelli.
Il 2 dicembre 2021 nell'Auditorium del Monastero dei Benedettini è andato in scena lo spettacolo Tempio, poeta della commedia umana - Frammenti di un discorso erotico di Filippo Arriva, regia di Camillo Sanguedolce, con Carmela Buffa Calleo, Barbara Gallo, Ketty Governali, Camillo Sanguedolce, musiche di  Luciano Maria Serra, dirette dall'autore, con l'orchestra d'archi del Teatro Massimo Vincenzo Bellini di Catania. Una produzione Teatro Massimo Vincenzo Bellini di Catania, Centro di studi filologici e linguistici siciliani e Università degli studi di Catania.